# 부여 전씨
부여 전씨(扶餘全氏)는 충청남도 부여군을 본관으로 하는 한국의 성씨이다. 시조 전권(全綣)은 조선에서 군자감정(軍資監正), 공조정랑(工曹正郞) 등을 지내고 부여에 정착했다.

## 참고 자료
- “부여전씨(扶餘全氏)”. 뿌리를 찾아서.[깨진 링크(과거 내용 찾기)]